# Талліннський перехід
Талліннський перехід (Талліннський прорив, Талліннська трагедія) — евакуація основних сил Балтійського флоту під командуванням віцеадмірала Володимира Трібуца та військ 10-го стрілецького корпусу з Таллінна у Кронштадт наприкінці серпня 1941 року.
З Таллінна вийшли 225 кораблів і суден (у тому числі 151 військовий корабель, 54 допоміжних судна, 20 транспортів). Кронштадта дістались 163 з них (132 військових корабля, 29 допоміжних суден, 2 транспорти), а також невстановлена кількість малотоннажних цивільних суден і плавзасобів, не підпорядкованих Військовій раді флоту. Під час переходу загинули 62 корабля й судна (19 бойових кораблів і катерів, 25 допоміжних суден, 18 транспортів).

## Передісторія
До початку німецько-радянської війни головною базою Балтійського флоту був Таллінн. Місто не було підготовлено до оборони з суші та з моря, оскільки розташовувалось далеко від кордону, й появи поблизу нього противника радянське командування не припускало. Однак катастрофічний для радянських військ розвиток Прибалтійської стратегічної оборонної операції призвело до того, що вже 9 липня 1941 року передові частини німецької групи армій «Північ» увірвались до Мяр'ямаа, що за 60 кілометрів на південь від Таллінна. Хоч у важких боях до 15 липня удалось зупинити німецький наступ і навіть потіснити його частини назад до Пярну, загроза Таллінну усунена не була.
23 липня німецькі війська після перегрупування відновили наступ, прорвали фронт і вирушили до Фінської затоки. 5 серпня вони перерізали залізницю Таллінн-Ленінград, а 7 серпня німецькі війська вийшли до затоки в районі Кунда, відрізавши радянські війська в районі Таллінна від основних сил радянського Північного фронту. З 5 серпня 1941 року почалась Талліннська оборона. Місто захищали 10-й стрілецький корпус, численні дрібні розрізнені частини, похапцем сформовані загони моряків флоту, сил НКВС і народного ополчення.
Питання про евакуацію флоту й промислового обладнання з Таллінна ставилось командуванням Балтійського флоту ще з початку липня 1941 року, але мало категоричну відмову з боку головнокомандувача Північно-Західного напрямку маршала Радянського Союзу Климента Ворошилова та народного комісара ВМФ Миколи Кузнецова. Більше того, від захисників Таллінна вимагали завдання сильних контрударів по військах ворога. Дозвіл на евакуацію флоту було отримано лише 26 серпня, коли німецька артилерія вже вела огонь по радянським кораблям у Талліннському порту. Фактично командування флоту почало готуватись до евакуації раніше, 22 серпня, що також було запізно.
Німецьке командування, зі свого боку, прагнуло виконати директиву Адольфа Гітлера № 33 «не допустити завантаження радянських військ в Естонії на судна і прорив … у напрямку Ленінграда». З тією метою на південному березі Фінської затоки уздовж маршруту переходу Балтійського флоту з Таллінна до Ленінграда була розгорнута берегова артилерія (17 дивізіонів), на північному березі вже були 2 стаціонарні фінські берегові батареї. У Фінській затоці силами Крігсмаріне та ВМФ Фінляндії у липні-серпні 1941 року було поспіхом установлено 36 мінних загороджень (777 німецьких і 1261 фінська морська міна, 796 німецьких мінних захисників). З числа тих загороджень до початку переходу було виявлено (але не встановлено точні межі) тільки 16. На аеродромах для дій по кораблях Балтійського флоту були поспішно розгорнуті 110 німецьких і 10 фінських літаків. У Фінській затоці діяли фінські торпедні катери (німецькі катери в операції участі не брали).

## План переходу і склад загонів прориву та конвоїв

### План переходу
Прорив флоту було заплановано здійснити у такому порядку: загін головних сил, загін прикриття, ар'єргард і чотири конвої. Загону головних сил ставилось завдання прикриття першого та другого конвоїв від мису Юмінда до острова Гогланд. Загону прикриття — захищати другий і третій конвої від острова Кері до острова Вайндло. Ар'єргарду — прикривати з тилу третій і четвертий конвої. У складі чотирьох конвоїв було 107 кораблів і суден, 62 корабля охорони, а ще 51 корабель, що брали участь у переході, офіційно до жодного конвою включені не були. Під час операції мали місце переміщення кораблів з одного конвою до іншого, як за наказом, так і не санкціоновані. Разом із Таллінна в похід 28 серпня 1941 року вийшли 225 кораблів і суден.
Окрім того, зі складу сил Кронштадтської бази було сформовано загін забезпечення під командуванням капітана другого рангу Святова у складі 12 тральщиків, 4 сторожових кораблів, 6 торпедних катерів, 8 малих мисливців, 2 буксирів, 4 мотоботів, 2 катерів і рятівного судна, розгорнутий на острові Гогланд, із завданням прикривати конвої та кораблі на кінцевому етапі, забезпечувати проводку мінними полями перед базою й надавати допомогу суднам, що зазнали біди. Ті кораблі у прориві участі не брали.

### Загін головних сил
- Флагманський корабель — крейсер «Кіров»;
- лідер есмінців «Ленінград»;
- 3 есмінці («Смєтливий», «Гордий», «Яків Свердлов»);
- 5 підводних човнів (С-5, С-4, «Калев», «Лембіт», Щ-405);
- 4 катери «малий мисливець» (МО-112, МО-131, МО-133, МО-142);
- 3 сторожових катери (СКА ПС-202, ПС-204, ПС-233);
- 7 торпедних катерів (ТКА-37, ТКА-73, ТКА-74, ТКА-84, ТКА-103, ТКА-113, ТКА-144);
- 5 базових тральщиків (Т-207 «Шпіль», Т-204 «Фугас», Т-205 «Гафель», Т-206 «Верп», Т-217);
- 1 криголам («Суур-Тилл»).

Разом 30 вимпелів (29 бойових кораблів та 1 допоміжне судно), командир загону головних сил -контр-адмірал Валентин Дрозд. На крейсері «Кіров» перебував командувач флоту віце-адмірал Володимир Трибуц з групою основних працівників штабу флоту.

### Загін прикриття
- Лідер есмінців «Мінськ»;
- 2 есмінці («Скорий», «Славний»);
- 4 підводних човни (Щ-322, М-95, М-98, М-102);
- 3 сторожових катери й 1 катер «малий мисливець» (СКА ПК-207, ПК-212, ПК-213, МО-510);
- 5 базових тральщиків (Т-210 «Гак», Т-211 «Рим», Т-215, Т-218, Т-203 «Патрон»);
- 4 торпедних катери (ТКА-33, ТКА-53, ТКА-91, ТКА-101);
- 1 посильне судно («Піккер») та 1 рятівне судно («Нептун»).

Разом 22 вимпели (20 бойових кораблі та 2 допоміжних судна). На лідері «Мінськ» перебував начальник штабу флоту контрадмірал Юрій Пантелєєв.

### Ар'єргард
- 3 есмінці («Калінін», «Володарський», «Артем»);
- 3 сторожових кораблі («Сніг», «Буря», «Циклон»);
- 4 катери «малий мисливець» (МО-5, МО-135, МО-197, МО-204);
- 3 сторожових катери (СКА ПК-210, ПК-211, ПК-232);
- 2 торпедних катери (ТКА-51, ТКА-61).

Разом 15 бойових кораблів. Ар'єргардом командував командир мінної оборони Талліннської військово-морської бази контр-адмірал Юрій Ралль.

### Конвой №1
- 8 транспортів («Алев», «Атіс Кронвалдс», «Іван Папанін», «Казахстан», «Калпакс», «Елла», «Ергонаутіс», «Арвамаа») з трьома мотоботами на буксирах;
- 1 криголам («Крішьяніс Вальдемарс»);
- 1 штабне судно («Віронія»);
- 1 плавбаза («Ленінград»);
- 1 плавмайстерня («Серп і Молот»);
- 3 підводні човни (Щ-307, Щ-308, М-79).

Сили охорони конвою складали:
- 2 есмінці («Лютий», «Суворий»),
- 7 тральщиків (всі — переобладнані з цивільних суден, № 52 «Буйок», № 56 «Барометр», № 57 «Вієстурс», № 71 «Краб», № 72 «Дзержинський», № 91 «Ляпідевський», № 91 «Баян»),
- 2 сторожових кораблі («Аметист», «Касатка»),
- 6 катерів-тральщиків (КАТЩ-1201, КАТЩ-1206, КАТЩ-1208, КАТЩ-1209, КАТЩ-1210, КАТЩ-1211),
- 1 катер «морський мисливець» (МО-507) та 1 сторожовий катер (ПК-208).

Разом 18 кораблів і суден, а також 20 кораблів охорони. Командир конвою — капітан 2 рангу Богданов.

### Конвой №2
- 2 транспорти («Найссаар», «Шауляй») з 2 вітрильно-моторними шхунами на буксирах;
- 1 крижаний буксир («Тасуя») з несправним тральщиком № 86 на буксирі;
- 1 гідрографічне судно («Лоод»);
- 3 мережевих загороджувачі («В'ятка», «Онега», «Азимут»).

Сили охорони конвою складали:
- 6 тральщиків (всі — переобладнані з цивільних суден, № 43, № 44, № 47, № 84, № 88, № 121);
- 8 катерів-тральщиків (КАТЩ-1203, КАТЩ-1204, КАТЩ-1205, КАТЩ-1509, КАТЩ-1510, КАТЩ-1511, КАТЩ-1512, КАТЩ-1514);
- 1 канонерський човен («Москва»);
- 1 катер «морський мисливець» (МО-200) та 1 сторожовий катер (ПК-214).

Разом 10 кораблів і суден, а також 17 кораблів охорони. Командир конвою — капітан 2 рангу Антонов.

### Конвой №3
- 9 транспортів («Аусма», «Балхаш», «Друга П'ятирічка», «Кумарі», «Лейк Люцерне», «Луга», «Скрунда», «Тобол», «Еверіта»);
- 1 танкер (№ 12);
- 1 рятівне судно («Коливань»).

Сили охорони конвою складали:
- 4 тральщики (всі — переобладнані з цивільних суден, «Олонка», «Осетер», «Шуя», № 83);
- 7 катерів-тральщиків (КАТЩ-1101, КАТЩ-1103, КАТЩ-1104, КАТЩ-1106, КАТЩ-1108, КАТЩ-1109, КАТЩ-1110);
- 1 канонерський човен («Амгунь»),
- 2 катери «морський мисливець» (МО-501, МО-502).

Разом 11 кораблів і суден, а також 14 кораблів охорони. Командир конвою — капітан 2 рангу Янсон.

### Конвой №4
- 1 рятівне судно («Сатурн»);
- 1 самохідна баржа (ТТ-1);
- 2 буксири (КП-6, КП-12) з несправним торпедним катером ТКА-121 на буксирі;
- підводний човен (Щ-301).

Сили охорони конвою складали:
- 3 тральщики («Пікша», «Поводець», «Яструб»);
- 4 катери-тральщики (КАТЩ-1503, КАТЩ-1504, КАТЩ-1505, КАТЩ-1506);
- 1 канонерський човен («И-8»);
- 3 сторожових кораблі («Ост», «Розвідник», «Щорс»).

Разом 6 кораблів і суден, а також 11 кораблів охорони. Командир конвою — капітан 3 рангу Глуховцев.

### Кораблі й судна, не зараховані до складу конвоїв, але брали участь у переході
- 1 сторожовий корабель («Топаз»);
- 3 сторожових катери (СКА ПК-220, СКА-601, СКА-602);
- 1 судно-пастка («Хійусаар»);
- 10 прикордонних катерів (ПКА-273, ПКА-274, ПКА-279, ПКА-280, ПКА-284, ПКА-288, ПКА-290, ПКА-292, ПКА-294, ПКА-297);
- 2 катери-тральщики (КАТЩ-1313, КАТЩ-1501);
- 1 транспорт («Вормсі»);
- 1 посильне судно («Юпітер»);
- 1 рятівне судно («Метеор»);
- 1 гідрографічне судно («Схід»);
- 1 шаланда (С-12 «Петергоф»);
- 11 буксирів («Альфа», «Вента», «Вільмі», «Кайя», «Палдіскі», «Езро», И-18, КП-17, КП-18, ЛП-5, ОЛС-6);
- 1 допоміжне судно (ВРД-43);
- 2 бистрохідних катери (БК-1, БК-2);
- 9 катерів різного призначення (БО-1, БО-03, ВР-5, ВР-6, МТ-8, О-4, С-1, Ш-1, Ш-2);
- 3 вітрильно-моторні шхуни («Атта», «Хійудена», «Хійуранд», «Хійутаат»);
- 2 баржі (НБ-21, № 252).

Завдання ускладнювалось тим, що до початку евакуації Балтфлот втратив уже понад третину своїх тральщиків (9 базових тральщиків, 6 тральщиків з колишніх буксирів).

## Талліннський перехід

### Відхід військ і посадка на судна
Об 11 годині 27 серпня командувач флоту Трибуц віддав наказ про початок відходу військ та посадку на судна. За дві години війська почали перегрупування для відходу. О 16 годині почалась посадка поранених, установ флоту та деяких частин 10-го стрілецького корпусу. Завантажували бойову техніку та найцінніше майно. На крейсер «Кіров» був завантажений золотий запас та уряд Естонії. Відхід і посадка військ прикривались береговою артилерією флоту й загороджувальним вогнем кораблів. Противник, у свою чергу, вів інтенсивний вогонь по місту й порту, здійснював нальоти групами по 5-9 літаків. О 18 годині підривні команди приступили до знищення об'єктів і матеріальних засобів бази. Залізничні вагони (понад тисячу) скидались у море біля маяка Пакрі, вагони з боєприпасами підривались, близько 21 години було підірвано арсенал.
Основні сили почали посадку на судна близько 22 години та продовжували її до світанку 28 серпня. Облік у багатьох випадках не проводився. Прийнявши особовий склад і техніку, судна виводились з рейду в район формування конвоїв буксирами. Мали місце дезорганізація, неприбуття кораблів до місць завантаження, інші кораблі були сильно перевантажені. Розроблений командуванням флоту «План посадки людей на судна» не витримувався й фактично був зірваний. Частина бійців, яких не забрали з берега судна, виходили на рейди на шлюпках і там їх приймали на борт кораблі (лише за донесеннями з низки вцілілих кораблів таких людей було взято на борт понад 400 осіб).
За підрахунками різних дослідників, кораблі прийняли на борт у Таллінні від 20 до 27 тисяч осіб, з урахуванням цивільних осіб.

### Перехід 28 серпня
Хвилювання на морі посилилось до 7 балів, тральщики не могли йти з поставленими тралами. Через це було віддано наказ стояти на якорі біля островів Найссаар та Аегна, замість планового початку руху першого конвою вже о 22 годині. З причини відтермінування виходу форсування мінного загородження «Юмінда» припадало на нічний час, а не на денний, як було передбачено планом.
Об 11 годині 35 хвилин 28 серпня 1941 року було віддано наказ зніматись з якоря та починати рух. Тральщики почали тралити, близько 14 години з Таллінна почали виходити конвої. Загін головних сил почав рух о 17 годині. Швидкість конвоїв визначалась швидкістю тихохідних тральщиків, трохи більше 6 вузлів. Загони головних сил і прикриття, кожен за п'ятьма тральщиками, йшли зі швидкістю 10-12 вузлів. За 2-3 години після початку руху загони витягнулись на переході в лінію більш ніж на 15 миль. Другий конвой йшов паралельно до основних сил, трохи на північ.
Практично одразу після виходу з Таллінна почались підриви морських мін у тралах. По кораблях і транспортах кілька разів відкривала вогонь берегова артилерія противника (безрезультатно). Близько 19 години 50 хвилин конвой № 2 був атакований п'ятьма торпедними катерами, яких відігнали артилерійським вогнем, не давши їм змоги вийти на дистанцію торпедного пострілу (пізніше радянська література часто стверджувала про два потоплені при цьому торпедні катери, що не відповідає дійсності). До настання темряви авіація противника завдала кількох атак і потопила чотири судна, кілька було пошкоджено. В районі острова Мохні о 18 годині 30 хвилин атакований у першому конвої криголам «Крішьяніс Вальдемарс» під час ухилення від бомб вийшов з протраленої смуги та в результаті підриву на міні потонув. Біля мису Юмінда був атакований і пошкоджений штабний корабель флоту «Віронія», близько 22 години він підірвався на міні й потонув разом із рятівним судном «Сатурн». Пошкоджений авіацією, підірвався на міні й потонув транспорт «Алев». З 1280 осіб, у тому числі 800 поранених, було врятовано 6 осіб.

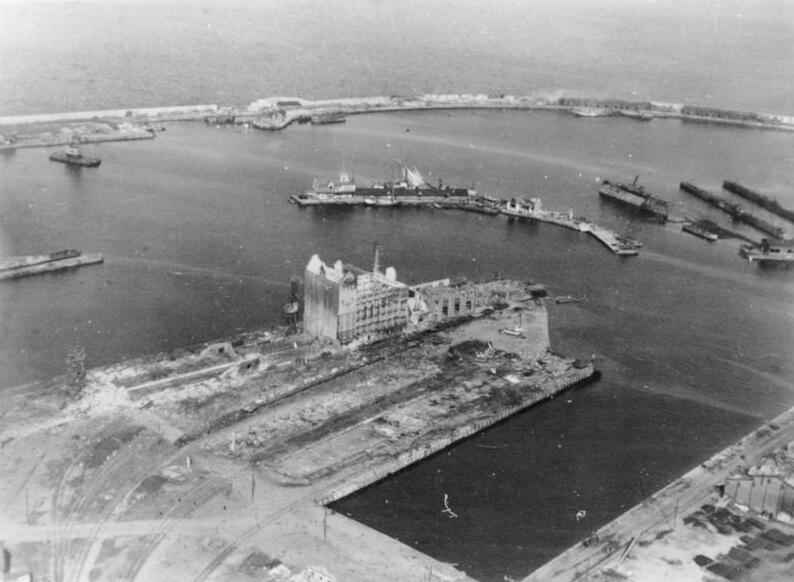
Порт Таллінна, 1 вересня 1941 року, після зайняття його німецькими військами

З настанням темряви загін головних сил увійшов до щільного мінного загородження, виставленого німцями й фінами. Близько 20 години підірвався й загинув тральщик «Краб», за ним тральщик «Барометр». Три з п'яти тральщиків загону втратили трали в результаті затралювання мінних захисників. Слідом за цим підірвався підводний човен С-5, майже весь екіпаж загинув. Підірвався на міні й загинув з більшою частиною екіпажу есмінець «Яків Свердлов», зазнав важких пошкоджень есмінець «Гордий». Близько 21 години чотири з п'яти тральщиків загону прикриття відірвались та приєднались до загону головних сил, проігнорувавши розпорядження командира загону. Зі складу загону прикриття слідом за цим підірвався й загинув есмінець «Скорий»; лідер «Мінськ» та есмінець «Славний» в результаті підривів були важко пошкоджені. Ар'єргард, що прямував без тральщиків, на параванах-охоронцях, від підриву на мінах втратив есмінці «Калінін», «Артем», «Володарський» (разом з усією командою та пасажирами), сторожові човни «Циклон» і «Сніг». Підірвався вантажний транспорт «Елла» з 905 особами на борту, в тому числі 693 поранених, врятовано 49 осіб. Транспорт «Еверіта» з гарнізоном Найссаару на борту, близько 1500 осіб, потонув за хвилину після підриву. Було врятовано не більше десяти осіб. За таких умов командувач флоту наказав стати на якір до сходу сонця. Таке рішення було ухвалено після того, як загін головних сил уже фактично пройшов мінне загородження противника. Інформації про мінну обстановку командувач не мав, оскільки до переходу, з 10 серпня, за його наказом, розвідка і тралення фарватерів не велись з метою недопущення їхнього демаскування.
Близько 4 години ранку два фінських торпедних катери торпедою потопили вітрильно-моторну шхуну «Атта», а потім близько 6:00 ранку захопили два беззбройних буксири (И-18, «Палдіскі»), доставивши їх до Гельсінкі. Близько 6:20 лідери «Мінськ» і «Ленінград» безрезультатно вели вогонь по невідомим торпедним катерам. Імовірно, то були ті самі фінські катери. Версія про помилкове потоплення двох радянських торпедних катерів своїм вогнем, що зустрічається у літературі, не підтверджується документами.
До моменту постановки на якорі у ніч з 28 на 29 серпня флот втратив 26 кораблів і суден потопленими (5 есмінців, 3 транспорти, 1 криголам, 2 буксири, 2 тральщики, 2 підводних човни, 1 канонерський човен, 2 сторожових кораблі, шпитальне судно, рятівне судно, штабний корабель, 3 катери, шаланда), 5 — пошкодженими (3 есмінці, лідер, транспорт), 2 — захопленими ворогом, зникла безвісти 1 наливна баржа.

### Перехід 29 серпня
На світанку (о 5:40) бойові кораблі загонів головних сил, прикриття та ар'єргарду знялись з якоря та повним ходом, до 27 вузлів, пішли на Кронштадт. Есмінець «Суворий» супроводжував «Славного», що підірвався, есмінець «Лютий» буксирував «Гордого». У загоні головних сил справними залишались крейсер «Кіров» та есмінець «Кмітливий», у загоні прикриття — лідер «Ленінград». Близько 6:30 торпедні катери закінчили рятування особового складу з транспорту «Луга» й безрезультатно намагались потопити його артилерійським вогнем. За виявленими розривами розташування транспорту засікла німецька берегова батарея з півострова Юмінда, яка й потопила підірваний транспорт.
До моменту виходу кораблів та конвоїв з зони мінного загородження (близько 9:40) вранці 29 серпня на мінах загинули сторожовий корабель «Сніг», транспорт «Балхаш», рятівне судно «Коливань», два невстановлених судна (імовірно, посильне судно «Юпітер» і буксир «Вільмі»).
О 5:30 ранку над конвоями з'явився перший німецький літак, потім пролітали кілька розвідників, приблизно з 7 години ранку почались безперервні авіанальоти. Користуючись близькістю своїх аеродромів (не більше 100 кілометрів) і практично повною відсутністю радянської авіації, німецька авіація обрушилась на тихохідні конвої, які до того ж мали вкрай слабке зенітне озброєння. Практично без серйозної вогневої протидії німці обирали найбільші цілі. Біля острова Родшер о 13:15 загинув транспорт «Аусма» з гарнізоном Палдіскі, близько 1200 бійців. О 15:10 був потоплений транспорт «Тобол», о 16:15 — транспорт «Калпакс» (на ньому після понад 40 атак авіації загинуло принаймні 1100 осіб, 700 зазнали поранень), о 18:00 — транспорт «Алев», о 18:10 — транспорт «Атіс Кронвалдс», о 18:20 — танкер № 12, о 20:30 — транспорт «Друга п'ятирічка», після 21-ї — транспорт «Вормсі» й буксир «Вента».
Окрім того, зазнали сильних пошкоджень і викинулись на острови Фінської затоки транспорти «Іван Папанін», «Лейк Люцерне», плавмайстерня «Серп і Молот» з новітнім обладнанням та величезною кількістю запчастин для корабельних механізмів, особливо для підводних човнів. Були пошкоджені транспорти «Скрунда», «Ярвамаа», «Шауляй» — всі вони були добиті німецькою авіацією наступного дня. Окрім того, зазнали пошкоджень, але дістались (в тому числі й на буксирі) до Кронштадта канонерський човен «Аргунь», підводний човен «Калев», криголам-буксир «Тасуя», транспорт «Казахстан» і торпедний катер ТКА-74. Ще два посильних катери зникли безвісти, а судно-пастка «Хійусаар» було викинуто хвилями на острів Гогланд.
Кораблі головних сил почали прибувати у Кронштадт з 17:20 29 серпня. До кінця дня 29 серпня туди дістались 24 кораблі й судна, того ж дня до бази на острів Гогланд прибули 16 невеликих суден і катерів.
Того дня, 29 серпня, загинула найбільша кількість евакуйованих бійців і цивільних осіб. Разом з тим, героїчними діями екіпажів решти кораблів і суден під вогнем ворожої авіації було врятовано у морі понад 9 300 осіб, ще понад 6 100 осіб зійшли на острів Гогланд з пошкоджених та палаючих кораблів, що до нього підійшли. Для порятунку людей у морі відряджались кораблі з Кронштадта, з Гогланда та з острова Лавенсаарі, вони врятували тисячі життів.
Авіація Балтійського флоту діяла неорганізовано, малими силами, не в зоні дії основних сил німецької авіації, не забезпечила прикриття транспортів, більше літала над загонами головних сил і прикриття, та й то переважно у другій половині дня.

### 30 серпня та подальші дні
30 серпня до Кронштадта продовжували прибувати загонами й розрізнено вцілілі кораблі та судна — разом 107 одиниць. Німецька авіація бомбардувала острови Гогланд і Лавенсаарі, добиваючи раніше пошкоджені транспорти, що стояли біля них (розбито й потоплено 6 одиниць). Того ж дня почалось перевезення врятованих бійців, членів команд і громадян з Гогланда до Кронштадта й Ленінграда. У тій операції було задіяно 87 одиниць флоту. Разом до завершення їх евакуації 7 вересня 1941 року було доставлено 11 049 осіб. Втрат у кораблях при цьому не було.

## Втрати у кораблях

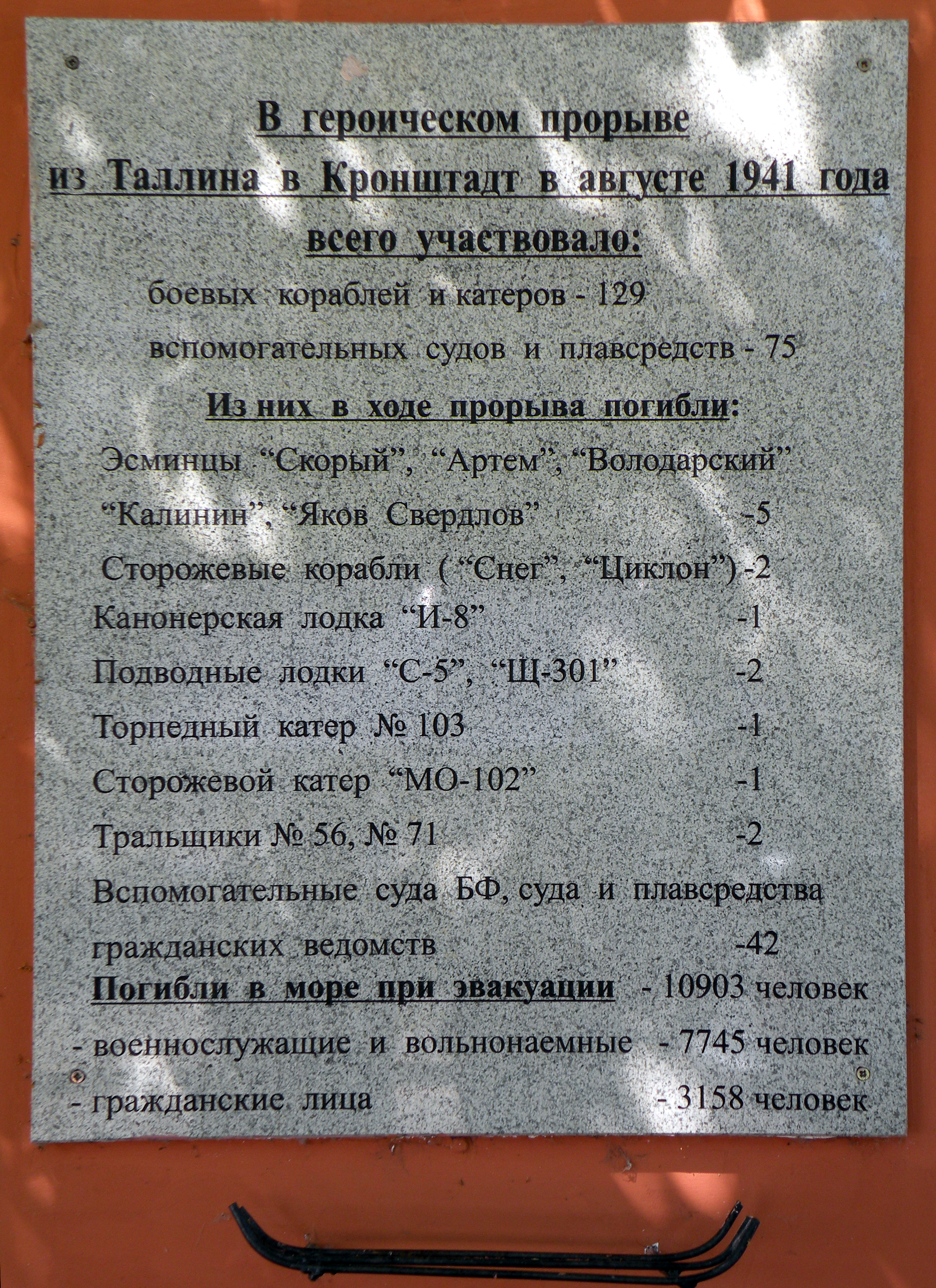
Пам'ятна дошка, присвячена морякам, які загинули під час героїчного прориву з Таллінна до Кронштадта у серпні 1941 року

Питання про втрати у корабельному складі залишається суперечливим дотепер, оцінки істориків і авторів публікацій на цю тему значно відрізняються одне від одного. Так, в офіційній історії ВМФ у Великій Вітчизняній війні СРСР йшлося про 62 втрачених військових кораблі й суднах, у статті історика флоту Ачкасова — про 50 загиблих кораблів і суднах, у праці Аммона — про 52 кораблі й суднах, в інших статтях і книгах зазначаються цифри від 8 до 19 бойових кораблів та від 19 до 51 транспортів і допоміжних суден.
Втрати у бойових кораблях під час Талліннського переходу склали 19 одиниць:
- 5 есмінців («Скорий», «Артем», «Володарський», «Калінін», «Яків Свердлов»);
- 2 підводні човни («С-5», «Щ-301»);
- 3 сторожових кораблі («Сніг», «Топаз», «Циклон»);
- 2 тральщики (№ 56 «Барометр», № 71 «Краб»);
- 1 канонерський човен («И-8»);
- 2 сторожових катери (№ 197зав, ПК-233);
- 1 торпедний катер (№ 103);
- 2 прикордонних катери (К-290, К-297);
- 1 судно-пастка («Хійусаар»).

Втрати транспортів і допоміжних суден склали 43 одиниці:
- 18 транспортів («Еверіта», «Луга», «Іван Папанін», «Ярвамаа», «Алев», «Калпакс», «Атіс Кронвальдіс», «Балхаш», «Найссар», «Ергонаутіс», «Тобол», «Аусма», «Скрунда», «Друга П'ятирічка», «Елла», «Шауляй», «Лейк Люцерне», «Вормсі»);
- 1 штабний корабель («Віроніа»);
- 1 танкер (№ 12);
- 1 криголам («Крішьяніс Вальдемарс»);
- 7 буксирів (ОЛС-7 «Колима», ЛП-5 — він же С-101, «Вільмі», КП-18, «Вента», И-18, «Палдіскі»);
- 2 рятівних судна («Сатурн», «Коливань»);
- 1 плавмайстерня «Серп і Молот»;
- 1 гідрографічне судно («Восток»);
- 1 посильне судно («Юпітер»);
- самохідна баржа ТТ-1;

• 2 катери (ВР-6, Ш-1);
• 1 шаланда («Петергоф»);
• 2 баржі (ТТ-1, НБ-21);
• 1 вітрильно-моторна шхуна («Атта»);
• 3 мотоботи (№ 56 «Механізатор», № 61 «Капітан», № 62 «Вейно»).
З загального числа (62 одиниці) бойових кораблів, транспортів і допоміжних суден причинами загибелі стали:
- загинули на мінах — 31 (15 бойових кораблів і 16 транспортів та допоміжних суден);
- авіація ворога — 19 транспортів і допоміжних суден;
- знищено береговою артилерією — 1 бойовий корабель;
- потоплення торпедою ворожим катером — 1 судно;
- аварія (сутичка з іншим кораблем під час ухилення від бомб) — 5 (1 бойовий корабель і 4 судна);
- причина загибелі невідома — 3 (2 кораблі й 1 судно).

## Втрати у людях

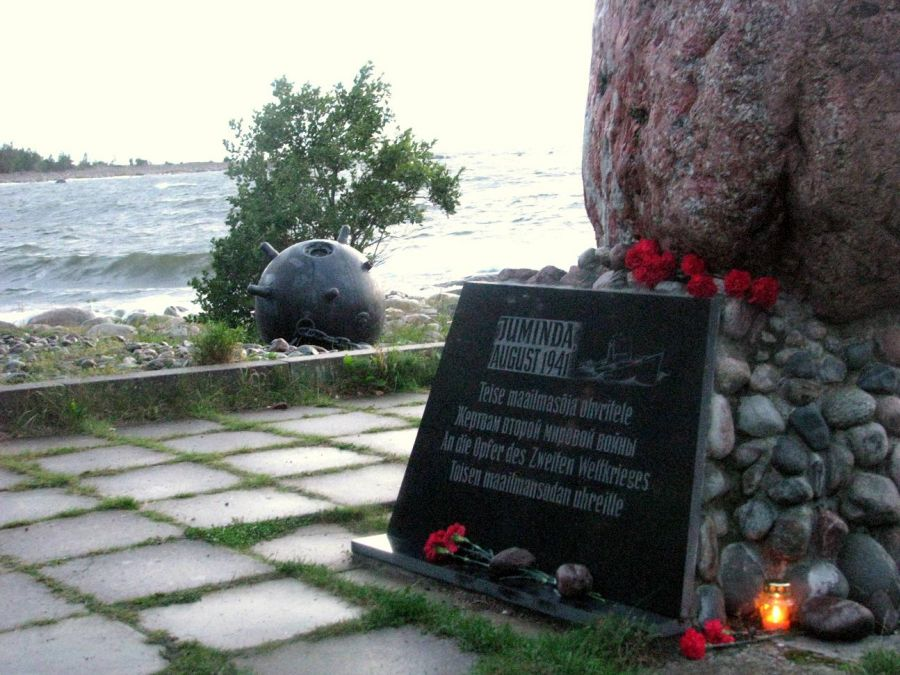
Меморіал загиблим на мисі Юмінда

Стосовно людських жертв під час Талліннського переходу суперечності між авторами ще сильніші, ніж відносно втрат у кораблях. Сам Трибуц у своїх мемуарах називав цифру близько 5000 загиблих. Таку ж цифру підтверджував його начальник штабу, адмірал Пантелеєв у своїй книзі. Нарком ВМФ Кузнецов доповів Сталіну, що з 20 000 евакуйованих доставлено тільки 12 225 осіб (відповідно, загинули 7 775 осіб). В офіційному виданні Головного штабу ВМФ «Військово-Морський Флот Радянського Союзу у Великій Вітчизняній війні» названо втрати близько 10 000 осіб.
У відкритому радянському друку кількість вивезених до Кронштадта військ оцінювалась від 16 до 18 тисяч осіб. У «Хроніці Великої Вітчизняної війни Радянського Союзу на Балтійському морі й Ладозькому озері» (до недавнього часу була під грифом «Для службового користування») стверджується, що до Кронштадта прибуло 12 225 осіб. У монографії Платонова наводиться загальна кількість людей, яких перевозили, — 28 900 осіб, включаючи цивільних, і число загиблих — близько 11 000, включаючи 3000 цивільних осіб, але без урахування екіпажів загиблих кораблів і суден. На меморіальній дошці у пам'ять загиблих учасників Талліннського переходу зазначено 10 903 загиблих.
Відповідно до дослідження Зубкова з Таллінна вийшли 41 992 особи (включаючи екіпажі, війська, цивільних осіб), доставлено у підсумку до Кронштадта — 26 881 особу, загинуло 15 111 (8 600 військовослужбовців флоту й 143 вільнонайманих флоту, 1 740 бійців сухопутних військ, 4 628 цивільних осіб).
Найбільша кількість людей загинула на транспорті «Балхаш» (3815), штабному кораблі «Віроніа» (2 259 осіб), транспортах «Алев», «Атіс Кронвальдіс», «Карпакс» і «Ярвамаа» (на всіх чотирьох — 2 528 осіб), транспортах «Еверіта» (1 550), «Найссаар» (1 500), пошкодженому транспорті «Казахстан» (не менше 600 осіб), транспорті «Елла» (602).

## Підсумки операції
Основні сили флоту прибули до Кронштадта й узяли участь в обороні Ленінграда, підтримці сухопутних частин вогнем з моря та невдалими десантами. При цьому втрати ЧБФ були вкрай важкими, а збитки противника виявились мізерними (3 літаки, один з яких було збито зенітним вогнем кораблів, другий — силами ВПС, третій розбився під час посадки в результаті пошкоджень).
Багатьох втрат можна було уникнути, якщо б не численні помилки і недоліки під час проведення операції:
1. Невиправдане затягування початку евакуації Таллінна (завантаження людей на судна проводилось під вогнем артилерії противника).
2. Вимушений поспіх з проведенням операції (план переходу та прикриття конвоїв розроблявся упродовж кількох годин, був доведений не до всіх командирів і цивільних капітанів).
3. Неузгодженість дій Головного командування Північно-Західного напрямку, Ленінградського фронту та Балтійського флоту. Страх прийняття самостійних рішень у вищій командній ланці.
4. Командування Балтійського флоту на переході практично не здійснювало єдиного керівництва операцією і першим поспіхом убуло до Кронштадта, командири всіх загонів і конвоїв діяли кожен на власний розсуд.
5. Практично цілком було відсутнє авіаційне прикриття, а наявні сили ВПС флоту не були задіяні на повну силу (виконали лише 168 бойових вильотів на прикриття бойових кораблів, практично надавши авіації противника повну свободу дій над конвоями), діяли тільки поблизу своїх баз (не використовувались підвісні баки з пальним), не була використана реальна можливість бомбових ударів по аеродромах ворога.
6. Транспорти з військами й цивільними особами мали вкрай слабке зенітне озброєння, багато з них не мали його взагалі.
7. Розвідка взагалі та розвідка мінної обстановки у Фінській затоці та ворожої берегової артилерії зокрема, була відсутньою, оскільки німецький флот поставив міни до 22 червня. Як наслідок — невірні рішення командування (вибір маршрутів руху, розстановка сил на переході тощо).

## Факти
- 28 серпня 1941 року під час евакуації з Таллінна на есмінці «Яків Свердлов» загинув перший голова Ради народних комісарів Естонської РСР Йоганнес Лаурістін. Міноносець підірвався на міні.
- Найбільших втрат Червонопрапорний Балтійський флот зазнав на траверзі мису Юмінда, кілька десятків кораблів нині лежать там під водою. На самому мисі у пам'ять про ті події було поставлено пам'ятник — гранітний валун і меморіальна дошка в оточенні морських мін.